# 伊万·斯特列托维奇
伊万·阿列克谢耶维奇·斯特列托维奇（俄语：Иван Алексеевич Стретович，1996年10月6日—）生于新西伯利亚州新西伯利亚，是一名俄罗斯男子竞技体操运动员，所属俱乐部是莫斯科中央陆军。斯特列托维奇六岁时开始练习体操，当时他在电视上观看体操比赛后，便有了接触这项运动的想法。2012年，斯特列托维奇成功入选青年国家队，两年后，他入选成年国家队。他在国际成人赛场的首次亮相是2014年世界竞技体操锦标赛。